# Fusiulus kiusiensis
Fusiulus kiusiensis är en mångfotingart som beskrevs av Karl Wilhelm Verhoeff 1941. Fusiulus kiusiensis ingår i släktet Fusiulus och familjen kejsardubbelfotingar. Inga underarter finns listade i Catalogue of Life.